# Nadia Fanchini
Nadia Fanchini (Lovere, 25 juni 1986) is een Italiaans alpineskiester. Haar zus, Elena, was ook een succesvol alpineskiester.

## Carrière
Fanchini maakte haar wereldbekerdebuut op 13 december 2003 in het Italiaanse Alta Badia.
Fanchini werd bij de junioren drie keer wereldkampioen door in 2004 de Super G te winnen en in 2005 de afdaling en de reuzenslalom.
Bij de wereldkampioenschappen van 2005 in Bormio wist ze de vierde plaats op de Super G te behalen. Het volgende jaar maakte ze in Turijn haar olympische debuut. Ze werd hier tiende op de afdaling en achtste op de reuzenslalom.
Op 7 december 2008 won ze in Lake Louise haar eerste wereldbekerwedstrijd.
Bij de wereldkampioenschappen van 2009 in Val d'Isère won ze de bronzen medaille op de afdaling.

## Resultaten

### Olympische Spelen
| Jaar | Plaats      | Resultaten                                              |
| ---- | ----------- | ------------------------------------------------------- |
| 2006 | Sestriere   | 8e Reuzenslalom 10e Afdaling 20e Combinatie 38e Super G |
| 2014 | Sotsji      | 4e Reuzenslalom 10e Super G 22e Afdaling                |
| 2018 | Pyeongchang | 12e Super G DNF Afdaling                                |

### Wereldkampioenschappen
| Jaar | Plaats       | Resultaten                                    |
| ---- | ------------ | --------------------------------------------- |
| 2005 | Bormio       | 4e Super G DNF1 Reuzenslalom                  |
| 2007 | Åre          | 13e Afdaling DSQ Supercombinatie DNF1 Super G |
| 2009 | Val-d'Isère  | Afdaling · 9e Super G                         |
| 2013 | Schladming   | Afdaling · 21e Super G · DNF1 Reuzenslalom    |
| 2015 | Beaver Creek | 12e Super G 12e Afdaling 16e Reuzenslalom     |

### Wereldbeker
Eindklasseringen
| Seizoen   | Algm | AD  | RS  | SG     | SC  |
| --------- | ---- | --- | --- | ------ | --- |
| 2003/2004 | 112e | -   |     | 51e    | -   |
| 2004/2005 | 37e  | 49e | 27e | 18e    | -   |
| 2005/2006 | 22e  | 15e | 18e | 37e    | -   |
| 2006/2007 | 33e  | 23e | 50e | 15e    | -   |
| 2007/2008 | 38e  | 13e | -   | 35e    | -   |
| 2008/2009 | 9e   | 5e  | 40e | Zilver | 50e |
| 2009/2010 | 28e  | 23e | -   | 13e    | -   |
| 2011/2012 | 76e  | -   | 28e | -      | -   |
| 2012/2013 | 37e  | 30e | 17e | 28e    | -   |
| 2013/2014 | 18e  | 34e | 11e | 9e     | -   |
| 2014/2015 | 12e  | 25e | 6e  | 9e     | -   |
| 2015/2016 | 14e  | 6e  | 16e | 13e    | -   |
| 2016/2017 | 37e  | 25e | 30e | 21e    | -   |
| 2017/2018 | 27e  | 14e | -   | 17e    | -   |
| 2018/2019 | 28e  | 10e | -   | 20e    | -   |

Wereldbekerzeges
| Datum            | Plaats      | Onderdeel |
| ---------------- | ----------- | --------- |
| 7 december 2008  | Lake Louise | Super G   |
| 20 februari 2016 | La Thuile   | Afdaling  |